# A. B. Guthrie Jr.

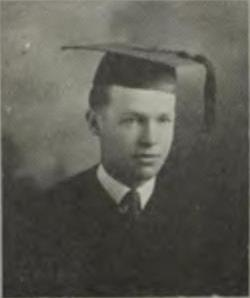
A. B. Guthrie Jr.

Alfred Bertram Guthrie Jr. (13 de enero de 1901 - 26 de abril de 1991) fue un novelista, guionista, historiador e historiador literario estadounidense conocido por escribir historias del género western. Su novela The Way West ganó el Premio Pulitzer de Ficción en 1950, y su guion para Shane (1953) fue nominado a un Oscar.

## Biografía
Durante su año en Harvard, Guthrie comenzó su novela The Big Sky, que fue publicada en 1947. Guthrie escribió más tarde, "No fue hasta que fui a Harvard que me puse en marcha. Luego volví y trabajé para el periódico por un año más o menos." 
En el Lexington Leader su jefe era muy comprensivo y siempre y cuando Guthrie realizaba sus tareas de noticias satisfactoriamente se le permitía tomar sus tardes libres para escribir ficción. Después de la publicación de The Big Sky, Guthrie dejó el periódico y trabajó enseñando escritura creativa en la Universidad de Kentucky. Durante este tiempo publicó The Way West, que ganó el Premio Pulitzer de Ficción de 1950. Dejó de enseñar en 1952 para dedicarse a tiempo completo a la escritura y regresó a Choteau, Montana, porque dijo que era su "punto de vista sobre el universo". Dividió su residencia entre Choteau y Great Falls, Montana, a una hora de Choteau. 
Guthrie continuó escribiendo temas predominantemente de western. Trabajó durante un tiempo en Hollywood, escribiendo los guiones para Shane (1953, por la que fue nominado a un Oscar) y The Kentuckian (1955).
Sus otros libros incluyeron These Thousand Hills (1956), The Blue Hen’s Chick (1965), Arfive (1970), The Last Valley (1975), Fair Land, Fair Land (1982), Murder in the Cotswolds (1989), y A Field Guide to Writing Fiction (1991). Su primera colección de cuentos, The Big It and Other Stories, se publicó en 1960. 
Guthrie murió en 1991, a los 90 años, en su rancho cerca de Choteau.

### Serie Western
- The Big Sky (1947)
- The Way West (1949)
- These Thousand Hills (1956)
- Arfive (1971)
- The Last Valley (1975)
- Fair Land, Fair Land (1982)

### Western mysteries
- Murders at Moon Dance (1943)
- Wild Pitch (1974), featuring Sheriff Chick Charleston
- The Genuine Article (1977), featuring Sheriff Chick Charleston
- No Second Wind (1980), featuring Sheriff Chick Charleston
- Playing Catch-up (1985), featuring Sheriff Chick Charleston
- Murder in the Cotswolds (1989), featuring Sheriff Chick Charleston

### Colección de cuentos
- The Big It, and Other Stories (1960), "Bargain" (originally titled "Bargain at Moon Dance")[1]

### No ficción
- The Blue Hen's Chick (1965)
- Big Sky, Fair Land: The Environmental Essays of A. B. Guthrie Jr., edited by David Peterson (1988)
- A Field Guide to Writing Fiction (1991)

### Libros para niños
- The Big Sky: An Edition For Young Readers (1950)
- Once Upon a Pond (1973)

### Poesía
- Four Miles from Ear Mountain (1987)

### Guiones
- Shane (1953)
- The Kentuckian (1955)

### Spoken word
- A. B. Guthrie Jr., reads from THE BIG SKY (Caedmon, 1974)